# Скакуны (род прямокрылых)
Скакуны (лат. Decticus) — род кузнечиков (Tettigoniidae) из подсемейства Tettigoniinae, обитающий в Европе, Азии и Северной Африке.

## Описание
Крупные кузнечики с бурым или зелёным тёмно-пятнистым телом и пятнистыми надкрыльями с округлой вершиной. Усики немного длиннее тела. Темя очень широкое, ширина его вершины в 2,5–3,4 раза превышает ширину первого членика усиков. Переднеспинка сверху плоская с резким срединным килем и вполне ясными боковыми килями; в 1,2–1,5 раза длиннее переднего бедра. Переднегрудь снизу без пары шипов. На голенях задних ног с внутренней стороны имеются четыре шпоры. Церки о коренастые, изнутри с резким зубцом. Яйцеклад длинный, саблевидный, на вершине зазубрен.

## Виды
В соответствии с базой данных Orthoptera Species File, в настоящее время выделяются следующие виды скакунов:
- Decticus albifrons (Fabricius, 1775) — Кузнечик белолобый
- Decticus aprutianus Capra, 1936
- Decticus annaelisae Ramme, 1929 — Кузнечик серый иранский
- Decticus hieroglyphicus Klug, 1832 — Кузнечик иероглифический = Poekilocerus bufonius subsp. hieroglyphicus (Klug, 1832)
- Decticus loudoni Ramme, 1933
- Decticus nigrescens Tarbinsky, 1930 — Кузнечик черноватый
- Decticus verrucivorus (Linnaeus, 1758) typus — Кузнечик серый, или Обыкновенный кузнечик